# Stefan Islandi
Stefan Islandi (6. oktober 1907 i Skagafjord – 1. januar 1994 i Reykjavik) var en islandsk operasanger (tenor).
Han blev uddannet i Milano i Italien 1930-35 og fik sin debut som Cavaradossi i Puccinis Tosca på operaen i Firenze i 1933. Islandi kom til København i 1938, hvor han debuterede som Pinkerton i Puccinis opera Madame Butterfly. Han var ansat på Det Kongelige Teater til 1959. Hans grammofonindspilning af duetten fra Bizets opera Perlefiskerne med Henry Skjær var fast indslag i ønskeprogrammet Giro 413 gennem 1950'erne og 1960'erne.
Islandi var 1940-1949 gift med sangerinden Else Brems.  Han blev kongelig kammersanger i 1949 og blev Ridder af Dannebrog 1955.